# Музей NEMO
NEMO — крупнейший научный музей Нидерландов, построенный по проекту Ренцо Пьяно. Расположен в Амстердаме справа от Центрального вокзала и Морского музея.

## История
НЕМО возник на базе «Музея труда»  (Museum van den Arbeid), основанного в 1923 году. В 1950—1960-е назывался «Голландским институтом индустрии и технологий» (Nederlands Instituut voor Nijverheid en Techniek). К концу 1980-х возникла идея образовательного музея, который мог бы пробуждать интерес к науке и технологиям с самого раннего возраста. Через 6 лет, летом 1997 года, музей под названием «Новый метрополь» (New Metropolis) был открыт с участием королевы Нидерландов Беатрикс. Спустя два года у музея возникли финансовые трудности и он прошёл процедуру банкротства. Тогда произошла некоторая реорганизация, музей стал именоваться Национальным центром науки и технологий.

## Экспонаты
Большинство экспонатов музея делается его сотрудниками из подручных материалов и предназначено для того, чтобы их трогали, так как именно через это объясняется, как устроен мир. В музее существует НЕМО-театр, в котором проводятся выставки, презентации, публичные лекции.

## Здания

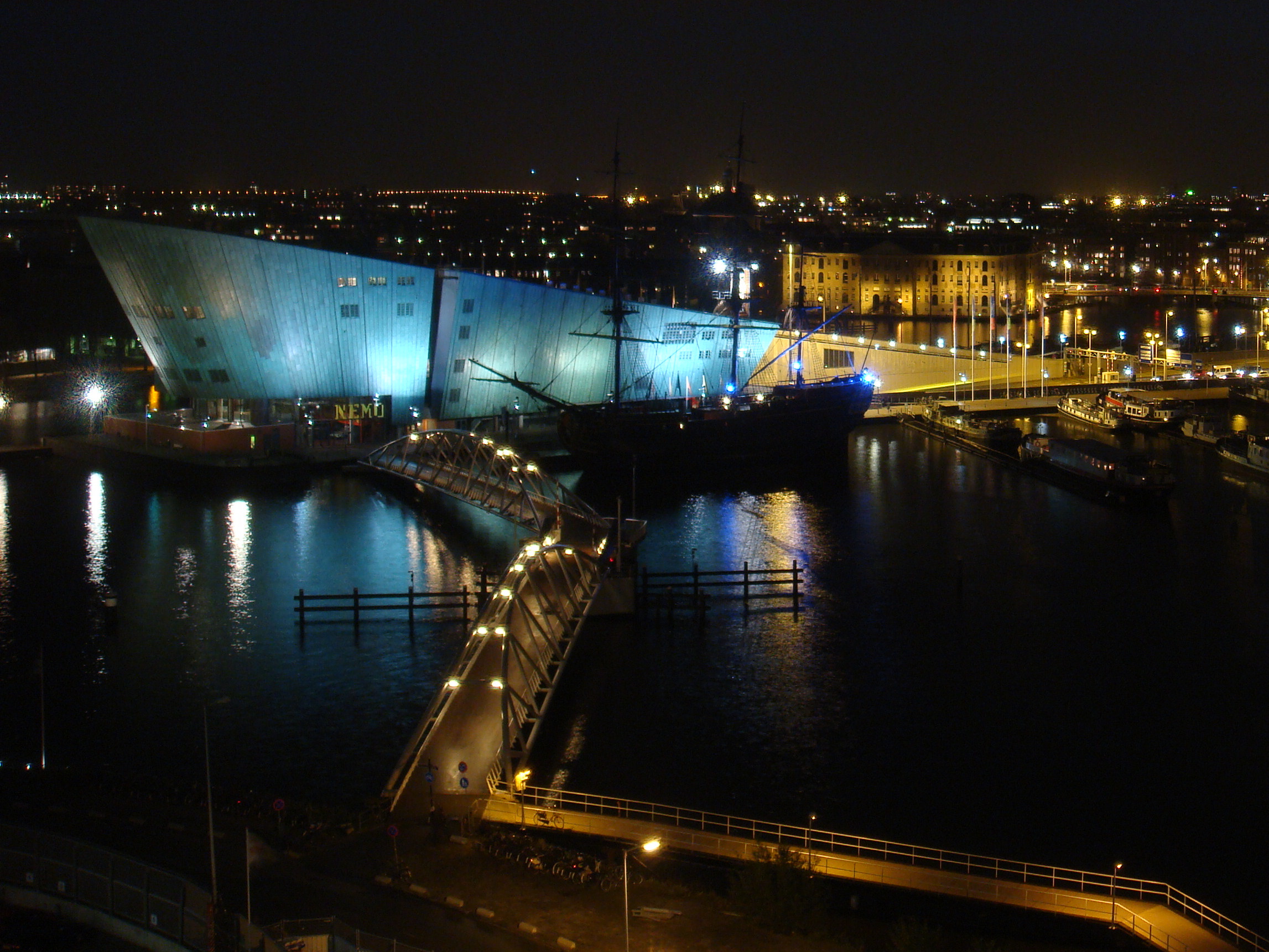
Музей ночью.

Благодаря замыслу Ренцо Пьяно, внутри музея можно увидеть вентиляционные трубы, стальные перекрытия и прочие функциональные детали здания.
Со ступенчатой крыши музея, на которую можно выйти через четвёртый этаж музея, открывается вид на старый город. Это единственное высоко расположенное место в Амстердаме, с которого открывается такой обзор.
Само здание не всегда было зелёным; медная обшивка покрывалась патиной постепенно, с 1997 года.